# Vallinfreda
Vallinfreda – miejscowość i gmina we Włoszech, w regionie Lacjum, w prowincji Rzym.
Według danych na rok 2004 gminę zamieszkiwało 290 osób, 18,1 os./km².